# Municipio de Cedar Grove (condado de Randolph)
El municipio de Cedar Grove (en inglés: Cedar Grove Township) es un municipio ubicado en el  condado de Randolph en el estado estadounidense de Carolina del Norte. En el año 2010 tenía una población de 8.947 habitantes.

## Geografía
El municipio de Cedar Grove se encuentra ubicado en las coordenadas 35°39′3.49″N 79°48′45.12″O / 35.6509694, -79.8125333.